# Unfamiliar Faces
Unfamiliar Faces é o segundo álbum do cantor e compositor Matt Costa, lançado em 22 de janeiro de 2008. Teve como produtor Tom Dumont, guitarrista do No Doubt.

## Lista de Faixas
1. "Mr. Pitiful" - 2:56
2. "Lilacs" - 4:15
3. "Never Looking Back" - 4:04
4. "Emergency Call" - 4:59
5. "Vienna" - 4:04
6. "Unfamiliar Faces" - 4:06
7. "Cigarette Eyes" - 3:18
8. "Downfall" - 2:47
9. "Trying to Lose My Mind" 3:52
10. "Bound" - 5:09
11. "Heart of Stone" - 3:54
12. "Miss Magnolia" - 3:19

Faixa Bônus da Versão Europeia
1. "Lovin' (part. Ane Brun)" - 1:52